# Папандопуло, Христофор Егорович
Христофор Егорович Папандопуло (Попандопуло) (24 декабря 1809  [5 января 1810], Карасубазар, Таврическая губерния — 18 [30] января 1893, Ставрополь-Кавказский) — первый наказной атаман Терского казачьего войска, генерал-лейтенант, участник русско-турецких войн, а также Кавказской войны.

## Биография
Родился в семье потомственных греческих дворян Попандопуло, которые перешли на службу Российской империи в конце XVIII века.
Отец был небольшого офицерского звания, но достаточно обеспеченный. Имел несколько домов на побережье Чёрного моря, где и вырос Христофор Егорович. Брат Константин Егорович — контр-адмирал, Георгиевский кавалер.
После окончания Орловского кадетского училища, в возрасте 16 лет Христофор Егорович отправляется в Ряжский пехотный полк, дислоцированный на Кавказе в укреплении Преградный стан. В возрасте 21 года после тяжёлой болезни он отправляется домой в Крым, где и остаётся служить: охрана Керченского морского пролива, штурм Анапской крепости. В 1835 году назначен адъютантом к генерал-майору Штейдену, возглавлявшему Апшеронский пехотный полк.
19 ноября 1860 года указом Александра Второго были учреждены два казачьих войска — Терское и Кубанское. Этим же указом во главе Терского казачьего войска назначен генерал-майор Христофор Егорович Папандопуло. По данным на 1866 год, в войске числились 76 тысяч казаков и более полутора тысяч калмыцких конников.
В конце июля 1865 года Александр Второй издает указ о создании в Тифлисе военно-исторического музея Храм Славы. Сбор экспонатов для музея стал для генерала Папандопуло последним вкладом в воинскую жизнь. С различных уголков Кавказа доставлялись предметы вооружения терцев, образцы обмундирования, раритетные предметы и прочие регалии.
В начале октября 1865 года Папандопуло был вызван в Главный штаб Кавказской армии, к наместнику Кавказа Михаилу Николаевичу Романову, по вопросу производства его в новый чин и увольнения с военной службы. В октябре 1865 года Христофору Егоровичу был пожалован чин генерал-лейтенанта с увольнением со службы.

## Личная жизнь
После увольнения со службы в 1865 году Христофор Егорович перебирается в Ставрополь в свой особняк на Первой Мутнянской улице. К этому времени он уже был вдовцом: его первая супруга Юлия Карловна умерла, не оставив детей.
В 1879 году женился на 24-летней дочери погибшего сослуживца Ольге Иосифовне, через год родился сын.

## Награды
12 января 1846 года награждён высшей военной награда Российской империи орденом Святого Георгия IV степени.
Другие награды: орден Святой Анны II степени, орден Святого Владимира, орден Святого Станислава III степени.

## Смерть и похороны

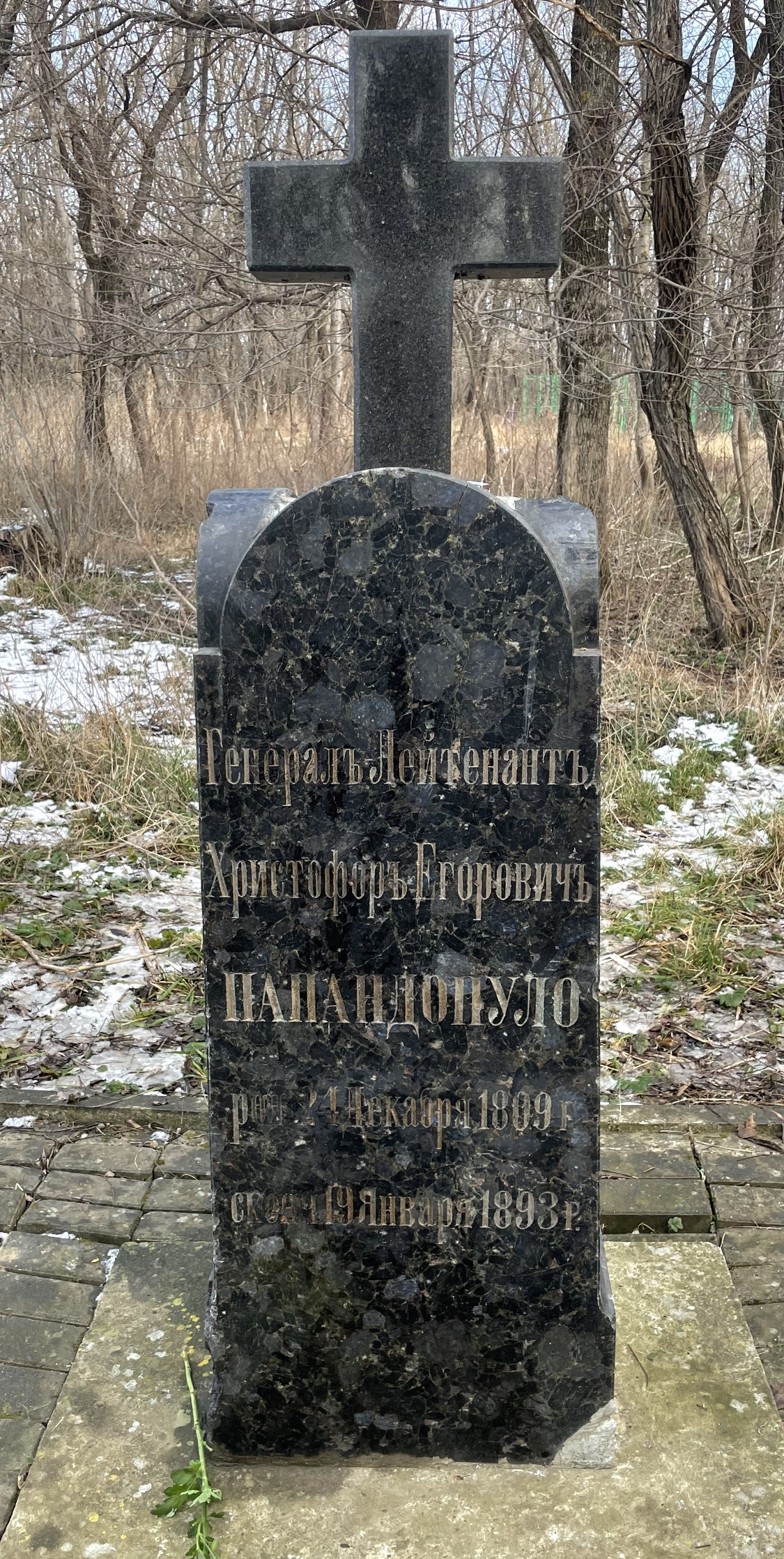
Восстановленная могила Пападопуло Христофора Егоровича на Успенском кладбище города Ставрополя.

Папандопуло скончался на 84 году жизни, 19 января 1893 года.
В последний путь его провожали части Ставропольского военного гарнизона во главе с генерал-губернатором Николаем Никифораки, представители Терского и Кубанского казачьих войск, представители общественности, духовенства и простые горожане. После отпевания в Кафедральном соборе Казанской иконы Божьей Матери тело генерала на военном лафете проследовало по Николаевскому проспекту на Успенское кладбище, где он нашёл своё последнее пристанище.
Около тридцать лет со дня смерти могила генерал-лейтенанта Папандопуло была ухожена благодаря стараниям семьи и горожан. Затем могила пришла в запустение. Памятник Христофору Егоровичу был практически утоплен в грязи разрушенного Успенского кладбища. Он стоял не на центральной аллеи, а немного в стороне, что и позволило вандалам свалить гранитный памятник.
Сейчас кладбище понемногу возрождается: восстанавливаются могилы, приводятся в порядок. Одним из первых, по личной инициативе председателя правления Партии пенсионеров в Ставропольском крае Ильи Илиади, возрожден памятник Христофору Попандопуло.

## Память
Ежегодно, начиная с момента восстановления могилы в 1999 году, в день рождения Христофора Егоровича 24 декабря, по инициативе регионального отделения Партии пенсионеров в Ставропольском крае, проводится памятное мероприятие «День памяти Первого наказного Атамана Терского казачьего войска Папандопуло Христофора Егоровича».